# Cantone di Tournefeuille
Il Cantone di Tournefeuille è una divisione amministrativa dell'Arrondissement di Tolosa.
A seguito della riforma approvata con decreto del 13 febbraio 2014, che ha avuto attuazione dopo le elezioni dipartimentali del 2015, non ha subìto modifiche.

## Composizione
Comprende 3 comuni:
- Cugnaux
- Tournefeuille
- Villeneuve-Tolosane